# Spanje op de Olympische Zomerspelen 2020
Spanje nam deel aan de Olympische Zomerspelen 2020 in Tokio, Japan.

## Medailleoverzicht
| Medaille | Naam | Sport        | Onderdeel            | Datum      |
| -------- | --- | ------------ | -------------------- | ---------- |
| Goud     | Alberto Fernández Fátima Gálvez | Schietsport  | trap team (x)        | 31 juli    |
| Goud     | Sandra Sánchez | Karate       | kata (v)             | 5 augustus |
| Goud     | Alberto Ginés López | Klimsport    | mannen               | 5 augustus |
|          | |              |                      |            |
| Zilver   | Adriana Cerezo | Schietsport  | -49kg (v)            | 24 juli    |
| Zilver   | Maialen Chourraut | Kanovaren    | K-1 slalom (v)       | 27 juli    |
| Zilver   | Rayderley Zapata | Turnen       | vloer (m)            | 1 augustus |
| Zilver   | Teresa Portela | Kanovaren    | K-1 200m (v)         | 3 augustus |
| Zilver   | Damián Quintero | Karate       | kata (m)             | 6 augustus |
| Zilver   | Saúl Craviotto Marcus Walz Carlos Arévalo Rodrigo Germade | Kanovaren    | K-4 500m (v)         | 7 augustus |
| Zilver   | waterpoloteam vrouwen Marta Bach Anni Espar Clara Espar Laura Ester Judith Forca Maica García Godoy Irene González Paula Leitón Beatriz Ortiz Pilar Peña Elena Ruiz Elena Sánchez Roser Tarragó | Waterpolo    | vrouwen              | 30 juli    |
| Zilver   | voetbalteam mannen Marco Asensio Dani Ceballos Marc Cucurella Álvaro Fernández Eric García Bryan Gil Óscar Gil Pedri González Mikel Merino Óscar Mingueza Rafa Mir Juan Miranda Jon Moncayola Dani Olmo Mikel Oyarzabal Javi Puado Unai Simón Carlos Soler Pau Torres Jesús Vallejo Iván Villar Martín Zubimendi | Voetbal      | mannen               | 7 augustus |
|          | |              |                      |            |
| Brons    | David Valero | Mountainbike | mannen               | 26 juli    |
| Brons    | Pablo Carreño Busta | Tennis       | enkelspel (m)        | 31 juli    |
| Brons    | Ana Peleteiro | Atletiek     | hinkstapspringen (v) | 1 augustus |
| Brons    | Joan Cardona Méndez | Zeilen       | finn (m)             | 3 augustus |
| Brons    | Jordi Xammar Nicolás Rodríguez | Zeilen       | 470 (m)              | 4 augustus |
| Brons    | handbalteam mannen Julen Aguinagalde Rodrigo Corrales Alex Dujshebaev Raúl Entrerríos Ángel Fernández Adrià Figueras Antonio García Robledo Aleix Gómez Gedeón Guardiola Eduardo Gurbindo Jorge Maqueda Viran Morros Gonzalo Pérez de Vargas Miguel Sánchez-Migallón Daniel Sarmiento Ferran Solé                | Handbal      | mannen               | 7 augustus |

## Atleten
| sport            | mannen | vrouwen | totaal |
| ---------------- | ------ | ------- | ------ |
| Atletiek         | 32     | 22      | 54     |
| Badminton        | 1      | 1       | 2      |
| Basketbal        | 12     | 12      | 24     |
| Boksen           | 4      | 0       | 4      |
| Boogschieten     | 1      | 1       | 2      |
| Gewichtheffen    | 3      | 1       | 4      |
| Golf             | 2      | 2       | 4      |
| Gymnastiek       | 5      | 4       | 9      |
| Handbal          | 14     | 14      | 28     |
| Hockey           | 16     | 16      | 32     |
| Judo             | 3      | 4       | 7      |
| Kanovaren        | 10     | 5       | 15     |
| Karate           | 1      | 1       | 2      |
| Klimsport        | 1      | 0       | 1      |
| Moderne vijfkamp | 1      | 0       | 1      |
| Paardensport     | 4      | 1       | 5      |
| Roeien           | 4      | 2       | 6      |
| Schermen         | 1      | 0       | 1      |
| Schietsport      | 1      | 1       | 2      |
| Schoonspringen   | 2      | 0       | 2      |
| Skateboarden     | 2      | 2       | 4      |
| Synchroonzwemmen | 0      | 8       | 8      |
| Taekwondo        | 3      | 1       | 4      |
| Tafeltennis      | 1      | 1       | 2      |
| Tennis           | 4      | 4       | 8      |
| Triatlon         | 3      | 2       | 5      |
| Voetbal          | 18     | 0       | 18     |
| Volleybal        | 2      | 2       | 4      |
| Waterpolo        | 12     | 12      | 24     |
| Wielersport      | 9      | 3       | 12     |
| Zeilen           | 8      | 7       | 15     |
| Zwemmen          | 4      | 7       | 11     |
| totaal           | 184    | 137     | 321    |

## Sporten

### Atletiek
Mannen
Loopnummers
| atleet                   | onderdeel           | series   | series | kwartfinale | kwartfinale | halve finale   | halve finale   | finale         | finale         |
| atleet                   | onderdeel           | tijd     | rang   | tijd        | rang        | tijd           | rang           | tijd           | rang           |
| ------------------------ | ------------------- | -------- | ------ | ----------- | ----------- | -------------- | -------------- | -------------- | -------------- |
| Óscar Husillos           | 400 m               | 48,05    | 7      | n.v.t.      | n.v.t.      | niet geplaatst | niet geplaatst | niet geplaatst | niet geplaatst |
| Adrián Ben               | 800 m               | 1.45,30  | 3 Q    | n.v.t.      | n.v.t.      | 1.44,30        | 4 q            | 1.45,96        | 5              |
| Saúl Ordóñez             | 800 m               | 1.45,98  | 5      | n.v.t.      | n.v.t.      | niet geplaatst | niet geplaatst | niet geplaatst | niet geplaatst |
| Pablo Sánchez-Valladares | 800 m               | 1.46,06  | 4      | n.v.t.      | n.v.t.      | niet geplaatst | niet geplaatst | niet geplaatst | niet geplaatst |
| Ignacio Fontes           | 1500 m              | 3.36,95  | 8 q    | n.v.t.      | n.v.t.      | 3.34,49        | 5 Q            | 3.38,56        | 13             |
| Jesús Gómez              | 1500 m              | 3.47,27  | 12 qR  | n.v.t.      | n.v.t.      | 3.44,46        | 12             | niet geplaatst | niet geplaatst |
| Adel Mechaal             | 1500 m              | 3.36,74  | 6 Q    | n.v.t.      | n.v.t.      | 3.32,19 PB     | 4 Q            | 3.30,77 PB     | 5              |
| Mohamed Katir            | 5000m               | 13.30,10 | 1 Q    | n.v.t.      | n.v.t.      | n.v.t.         | n.v.t.         | 13.06,60       | 8              |
| Carlos Mayo              | 10000m              | n.v.t.   | n.v.t. | n.v.t.      | n.v.t.      | n.v.t.         | n.v.t.         | 28.04,71       | 11             |
| Orlando Ortega           | 110 m horden        | DNS      | DNS    | n.v.t.      | n.v.t.      | niet geplaatst | niet geplaatst | niet geplaatst | niet geplaatst |
| Asier Martínez           | 110 m horden        | 13,32    | 1 Q    | n.v.t.      | n.v.t.      | 13,27 PB       | 3 q            | 13,22 PB       | 6              |
| Sergio Fernández         | 400 m horden        | 51,51    | 7      | n.v.t.      | n.v.t.      | niet geplaatst | niet geplaatst | niet geplaatst | niet geplaatst |
| Daniel Arce              | 3000 m steeplechase | 8.38,09  | 13     | n.v.t.      | n.v.t.      | n.v.t.         | n.v.t.         | niet geplaatst | niet geplaatst |
| Fernando Carro           | 3000 m steeplechase | DNF      | DNF    | n.v.t.      | n.v.t.      | n.v.t.         | n.v.t.         | niet geplaatst | niet geplaatst |
| Sebastián Martos         | 3000 m steeplechase | 8.23,07  | 8      | n.v.t.      | n.v.t.      | n.v.t.         | n.v.t.         | niet geplaatst | niet geplaatst |
| Diego García             | 20 km snelwandelen  | n.v.t.   | n.v.t. | n.v.t.      | n.v.t.      | n.v.t.         | n.v.t.         | 1:21.57        | 6              |
| Miguel Ángel López       | 20 km snelwandelen  | n.v.t.   | n.v.t. | n.v.t.      | n.v.t.      | n.v.t.         | n.v.t.         | 1:27.12        | 31             |
| Álvaro Martín            | 20 km snelwandelen  | n.v.t.   | n.v.t. | n.v.t.      | n.v.t.      | n.v.t.         | n.v.t.         | 1:21.46        | 4              |
| Luis Manuel Corchete     | 50 km snelwandelen  | n.v.t.   | n.v.t. | n.v.t.      | n.v.t.      | n.v.t.         | n.v.t.         | DNF            | DNF            |
| Jesús Ángel García       | 50 km snelwandelen  | n.v.t.   | n.v.t. | n.v.t.      | n.v.t.      | n.v.t.         | n.v.t.         | 4:10.03        | 35             |
| Marc Tur                 | 50 km snelwandelen  | n.v.t.   | n.v.t. | n.v.t.      | n.v.t.      | n.v.t.         | n.v.t.         | 3:51.08        | 4              |
| Javier Guerra            | marathon            | n.v.t.   | n.v.t. | n.v.t.      | n.v.t.      | n.v.t.         | n.v.t.         | 2:16.42        | 32             |
| Ayad Lamdassem           | marathon            | n.v.t.   | n.v.t. | n.v.t.      | n.v.t.      | n.v.t.         | n.v.t.         | 2:10.16        | 5              |
| Daniel Mateo             | marathon            | n.v.t.   | n.v.t. | n.v.t.      | n.v.t.      | n.v.t.         | n.v.t.         | 2:15.21        | 21             |

Technische nummers
| atleet               | onderdeel          | kwalificaties | kwalificaties | finale         | finale         |
| atleet               | onderdeel          | afstand       | rang          | afstand        | rang           |
| -------------------- | ------------------ | ------------- | ------------- | -------------- | -------------- |
| Lois Maikel Martínez | discuswerpen       | 54,69         | 30            | niet geplaatst | niet geplaatst |
| Pablo Torrijos       | hink-stap-springen | 15,87         | 25            | niet geplaatst | niet geplaatst |
| Javier Cienfuegos    | kogelslingeren     | 76,91         | 7 q           | 76,30          | 10             |
| Odei Jainaga         | speerwerpen        | 73,11         | 29            | niet geplaatst | niet geplaatst |
| Eusebio Cáceres      | verspringen        | 7,98          | 9 q           | 8,18           | 4              |

Meerkamp
| atleet      | onderdeel | onderdeel | 100 m    | vs   | ks    | hs   | 400 m    | 110 h | dw       | ph   | sw    | 1500 m  | totaal | rang |
| ----------- | --------- | --------- | -------- | ---- | ----- | ---- | -------- | ----- | -------- | ---- | ----- | ------- | ------ | ---- |
| Jorge Ureña | tienkamp  | res.      | 10,66 PB | 7,30 | 13,97 | 2,05 | 48,00 PB | 14,13 | 43,70 PB | 4,90 | 55,82 | 4.27,82 | 8322   | 9    |
| Jorge Ureña | tienkamp  | pnt.      | 938      | 886  | 727   | 850  | 909      | 958   | 740      | 880  | 675   | 759     | 8322   | 9    |

Vrouwen
Loopnummers
| atlete              | onderdeel           | series      | series | kwartfinale | kwartfinale | halve finale   | halve finale   | finale         | finale         |
| atlete              | onderdeel           | tijd        | rang   | tijd        | rang        | tijd           | rang           | tijd           | rang           |
| ------------------- | ------------------- | ----------- | ------ | ----------- | ----------- | -------------- | -------------- | -------------- | -------------- |
| María Isabel Pérez  | 100 m               | bye         | bye    | 11,51       | 4           | niet geplaatst | niet geplaatst | niet geplaatst | niet geplaatst |
| Jaël Bestué         | 200 m               | 23,19 PB    | 4      | n.v.t.      | n.v.t.      | niet geplaatst | niet geplaatst | niet geplaatst | niet geplaatst |
| Aauri Lorena Bokesa | 400 m               | 51,89       | 4 q    | n.v.t.      | n.v.t.      | 51,57 PB       | 8              | niet geplaatst | niet geplaatst |
| Natalia Romero      | 800 m               | 2.01,16 PB  | 6 q    | n.v.t.      | n.v.t.      | 2.01,52        | 8              | niet geplaatst | niet geplaatst |
| Esther Guerrero     | 1500 m              | 4.07,08     | 8      | n.v.t.      | n.v.t.      | niet geplaatst | niet geplaatst | niet geplaatst | niet geplaatst |
| Marta Pérez         | 1500 m              | 4.04,76 PB  | 7 q    | n.v.t.      | n.v.t.      | 4.01,69 PB     | 5 Q            | 4.00,12 PB     | 9              |
| Lucía Rodríguez     | 5000 m              | 15.26,19 PB | 16     | n.v.t.      | n.v.t.      | n.v.t.         | n.v.t.         | niet geplaatst | niet geplaatst |
| Teresa Errandonea   | 100 m horden        | 13,15       | 6      | n.v.t.      | n.v.t.      | niet geplaatst | niet geplaatst | niet geplaatst | niet geplaatst |
| Carolina Robles     | 3000 m steeplechase | 9.45,37     | 13 qR  | n.v.t.      | n.v.t.      | n.v.t.         | n.v.t.         | 9.50,96        | 14             |
| Laura García-Caro   | 20 km snelwandelen  | n.v.t.      | n.v.t. | n.v.t.      | n.v.t.      | n.v.t.         | n.v.t.         | 1:37.48        | 34             |
| Raquel González     | 20 km snelwandelen  | n.v.t.      | n.v.t. | n.v.t.      | n.v.t.      | n.v.t.         | n.v.t.         | 1:31.57        | 14             |
| María Pérez         | 20 km snelwandelen  | n.v.t.      | n.v.t. | n.v.t.      | n.v.t.      | n.v.t.         | n.v.t.         | 1:30.05        | 4              |
| Marta Galimany      | marathon            | n.v.t.      | n.v.t. | n.v.t.      | n.v.t.      | n.v.t.         | n.v.t.         | 2:35.39        | 37             |
| Elena Loyo          | marathon            | n.v.t.      | n.v.t. | n.v.t.      | n.v.t.      | n.v.t.         | n.v.t.         | 2:34.38        | 29             |
| Laura Méndez Esquer | marathon            | n.v.t.      | n.v.t. | n.v.t.      | n.v.t.      | n.v.t.         | n.v.t.         | DNF            | DNF            |

Technische nummers
| atlete             | onderdeel          | kwalificaties | kwalificaties | finale         | finale         |
| atlete             | onderdeel          | afstand       | rang          | afstand        | rang           |
| ------------------ | ------------------ | ------------- | ------------- | -------------- | -------------- |
| Ana Peleteiro      | hink-stap-springen | 14,62         | 2 Q           | 14,87 NR       | Brons          |
| Laura Redondo      | kogelslingeren     | 62,42         | 29            | niet geplaatst | niet geplaatst |
| María Belén Toimil | kogelstoten        | 17,38         | 23            | niet geplaatst | niet geplaatst |
| Fátima Diame       | verspringen        | 6,32          | 21            | niet geplaatst | niet geplaatst |

Meerkamp
| atlete        | onderdeel | onderdeel | 100 h | hs      | ks    | 200 m | vs   | sw    | 800 m   | totaal | rang |
| ------------- | --------- | --------- | ----- | ------- | ----- | ----- | ---- | ----- | ------- | ------ | ---- |
| María Vicente | zevenkamp | res.      | 13,44 | 1,77 PB | 12,70 | 23,50 | 6,18 | 37,04 | 2.16,99 | 6117   | 18   |
| María Vicente | zevenkamp | pnt.      | 1059  | 941     | 707   | 1029  | 905  | 611   | 865     | 6117   | 18   |

Gemengd
| atleet                                                         | onderdeel | series     | series | kwartfinale | kwartfinale | halve finale | halve finale | finale         | finale         |
| atleet                                                         | onderdeel | tijd       | rang   | tijd        | rang        | tijd         | rang         | tijd           | rang           |
| -------------------------------------------------------------- | --------- | ---------- | ------ | ----------- | ----------- | ------------ | ------------ | -------------- | -------------- |
| Aauri Bokesa(S) Laura Bueno(S) Bernat Erta(S) Samuel García(S) | 4×400 m   | 3.13,29 NR | 6      | n.v.t.      | n.v.t.      | n.v.t.       | n.v.t.       | niet geplaatst | niet geplaatst |

### Badminton
Mannen
| atlete      | onderdeel | groepsfase             | groepsfase              | groepsfase           | groepsfase | eliminatie           | kwartfinale          | halve finale         | finale / BM          | finale / BM |
| atlete      | onderdeel | tegenstander uitslag   | tegenstander uitslag    | tegenstander uitslag | rang       | tegenstander uitslag | tegenstander uitslag | tegenstander uitslag | tegenstander uitslag | rang        |
| ----------- | --------- | ---------------------- | ----------------------- | -------------------- | ---------- | -------------------- | -------------------- | -------------------- | -------------------- | ----------- |
| Pablo Abián | enkelspel | R Must W (21–7, 21–11) | Chen L V (11-21, 10-21) | n.v.t.               | 2          | niet geplaatst       | niet geplaatst       | niet geplaatst       | niet geplaatst       | 15          |

Vrouwen
| atlete          | onderdeel | groepsfase             | groepsfase                   | groepsfase           | groepsfase | eliminatie           | kwartfinale          | halve finale         | finale / BM          | finale / BM |
| atlete          | onderdeel | tegenstander uitslag   | tegenstander uitslag         | tegenstander uitslag | rang       | tegenstander uitslag | tegenstander uitslag | tegenstander uitslag | tegenstander uitslag | rang        |
| --------------- | --------- | ---------------------- | ---------------------------- | -------------------- | ---------- | -------------------- | -------------------- | -------------------- | -------------------- | ----------- |
| Clara Azurmendi | enkelspel | An S-y V (13-21, 6-21) | D A Adesokan W (21-10, 21-2) | n.v.t.               | 2          | niet geplaatst       | niet geplaatst       | niet geplaatst       | niet geplaatst       | 15          |

### Basketbal
Mannen
Het Spaanse basketbalteam heeft zich op het wereldkampioenschap basketbal weten te kwalificeren door als beste Europese land te eindigen.
Mannen
| Olympiër | Discipline | Resultaat   | Prestatie |
| --- | ---------- | ----------- | --------- |
| Xabier López-Arostegui Pau Gasol Rudy Fernández Sergio Rodríguez Ricky Rubio Víctor Claver Marc Gasol Willy Hernangómez Usman Garuba Alberto Abalde Álex Abrines Sergio Llull | team       | Kwartfinale | zie onder |

| Groep |            |             |             |             |             |            |            |            |        |
| #     | Land       | Wedstrijden | Wedstrijden | Wedstrijden | Wedstrijden | Doelpunten | Doelpunten | Doelpunten | Punten |
| #     | Land       | GW          | W           | G           | V           | V          | T          | Saldo      | Punten |
| 1     | Slovenië   | 4           | 3           | 0           | 0           | 329        | 268        | +61        | 6      |
| 2     | Spanje     | 4           | 2           | 0           | 1           | 256        | 243        | +13        | 5      |
| 3     | Argentinië | 4           | 2           | 0           | 1           | 268        | 276        | -8         | 4      |
| 4     | Japan      | 4           | 0           | 0           | 3           | 235        | 301        | -66        | 3      |

| Ronde           | Datum           | Lokale tijd    | MEZT           | Land           | Score          | Land             |  |
| --------------- | --------------- | -------------- | -------------- | -------------- | -------------- | ---------------- |  |
| groepsfase      |                 |                |                |                |                |                  |  |
| 26 juli 2021    | 21:00           | 14:00          | Japan          | 77 – 88        | Spanje         |                  |  |
| 29 juli 2021    | 21:00           | 14:00          | Spanje         | 81 – 71        | Argentinië     |                  |  |
| 1 augustus 2021 | 17:20           | 10:20          | Spanje         | 87 – 95        | Slovenië       |                  |  |
|                 |                 |                |                |                |                |                  |  |
| kwartfinale     | 3 augustus 2021 | 13:40          | 04:40          | Spanje         | 81 – 95        | Verenigde Staten |  |
|                 |                 |                |                |                |                |                  |  |
| halve finale    | niet geplaatst  | niet geplaatst | niet geplaatst | niet geplaatst | niet geplaatst | niet geplaatst   |  |
|                 |                 |                |                |                |                |                  |  |
| finale          | niet geplaatst  | niet geplaatst | niet geplaatst | niet geplaatst | niet geplaatst | niet geplaatst   |  |

Vrouwen
| Olympiër | Discipline | Resultaat   | Prestatie |
| --- | ---------- | ----------- | --------- |
| Cristina Ouviña Silvia Domínguez Alba Torrens Laia Palau Leonor Rodríguez Maite Cazorla Tamara Abalde Raquel Carrera Queralt Casas María Conde Laura Gil Astou Ndour | team       | kwartfinale | zie onder |

| Groep |             |             |             |             |             |            |            |            |        |
| #     | Land        | Wedstrijden | Wedstrijden | Wedstrijden | Wedstrijden | Doelpunten | Doelpunten | Doelpunten | Punten |
| #     | Land        | GW          | W           | G           | V           | V          | T          | Saldo      | Punten |
| 1     | Spanje      | 3           | 3           | 0           | 0           | 234        | 205        | +29        | 6      |
| 2     | Servië      | 3           | 2           | 0           | 1           | 207        | 214        | -7         | 5      |
| 3     | Canada      | 3           | 1           | 0           | 2           | 208        | 201        | +7         | 4      |
| 4     | Puerto Rico | 3           | 0           | 0           | 3           | 183        | 212        | -29        | 3      |

| Ronde           | Datum           | Lokale tijd    | MEZT           | Land           | Score          | Land           |  |
| --------------- | --------------- | -------------- | -------------- | -------------- | -------------- | -------------- |  |
| groepsfase      |                 |                |                |                |                |                |  |
| 26 juli 2021    | 10:00           | 07:00          | Zuid-Korea     | 69 – 95        | Spanje         |                |  |
| 29 juli 2021    | 17:20           | 10:20          | Spanje         | 85 – 70        | Servië         |                |  |
| 1 augustus 2021 | 10:00           | 03:00          | Spanje         | 76 – 66        | Canada         |                |  |
|                 |                 |                |                |                |                |                |  |
| kwartfinale     | 4 augustus 2021 | 21:00          | 14:00          | Spanje         | 64 – 67        | Frankrijk      |  |
|                 |                 |                |                |                |                |                |  |
| halve finale    | niet geplaatst  | niet geplaatst | niet geplaatst | niet geplaatst | niet geplaatst | niet geplaatst |  |
|                 |                 |                |                |                |                |                |  |
| finale          | niet geplaatst  | niet geplaatst | niet geplaatst | niet geplaatst | niet geplaatst | niet geplaatst |  |

### Boksen
Mannen
| atleet              | onderdeel        | eerste ronde         | tweede ronde         | kwartfinale          | halve finale         | finale               | rang           |
| atleet              | onderdeel        | tegenstander uitslag | tegenstander uitslag | tegenstander uitslag | tegenstander uitslag | tegenstander uitslag | rang           |
| ------------------- | ---------------- | -------------------- | -------------------- | -------------------- | -------------------- | -------------------- | -------------- |
| Gabriel Escobar     | vlieggewicht     | Quiroga W 5 – 0      | Asenov W 4 – 1       | Bibossinov V 2 – 3   | niet geplaatst       | niet geplaatst       | niet geplaatst |
| José Quiles         | vedergewicht     | Walker V 0 – 5       | niet geplaatst       | niet geplaatst       | niet geplaatst       | niet geplaatst       | niet geplaatst |
| Gazimagomed Jalidov | halfzwaargewicht | bye                  | Aokuso W 3 – 2       | Khataev V KO         | niet geplaatst       | niet geplaatst       | niet geplaatst |
| Emmanuel Reyes      | zwaargewicht     | bye                  | Levit W KO           | La Cruz V 1 – 4      | niet geplaatst       | niet geplaatst       | niet geplaatst |

### Boogschieten
Mannen
| atleet        | onderdeel   | plaatsingsronde | plaatsingsronde | eerste ronde         | tweede ronde         | derde ronde          | kwartfinale          | halve finale         | finale / BM          | finale / BM |
| atleet        | onderdeel   | score           | rang            | tegenstander uitslag | tegenstander uitslag | tegenstander uitslag | tegenstander uitslag | tegenstander uitslag | tegenstander uitslag | rang        |
| ------------- | ----------- | --------------- | --------------- | -------------------- | -------------------- | -------------------- | -------------------- | -------------------- | -------------------- | ----------- |
| Daniel Castro | individueel | 650             | 44              | Wei C-h V 2 – 6      | niet geplaatst       | niet geplaatst       | niet geplaatst       | niet geplaatst       | niet geplaatst       | 33          |

Vrouwen
| atleet          | onderdeel   | plaatsingsronde | plaatsingsronde | eerste ronde         | tweede ronde         | derde ronde          | kwartfinale          | halve finale         | finale / BM          | finale / BM |
| atleet          | onderdeel   | score           | rang            | tegenstander uitslag | tegenstander uitslag | tegenstander uitslag | tegenstander uitslag | tegenstander uitslag | tegenstander uitslag | rang        |
| --------------- | ----------- | --------------- | --------------- | -------------------- | -------------------- | -------------------- | -------------------- | -------------------- | -------------------- | ----------- |
| Inés de Velasco | individueel | 628             | 48              | C Kaufhold V 3 – 7   | niet geplaatst       | niet geplaatst       | niet geplaatst       | niet geplaatst       | niet geplaatst       | 33          |

Gemengd
| atlete                        | onderdeel | plaatsingsronde | plaatsingsronde | eerste ronde         | kwartfinale          | halve finale         | finale / BM          | finale / BM    |
| atlete                        | onderdeel | score           | rang            | tegenstander uitslag | tegenstander uitslag | tegenstander uitslag | tegenstander uitslag | rang           |
| ----------------------------- | --------- | --------------- | --------------- | -------------------- | -------------------- | -------------------- | -------------------- | -------------- |
| Daniel Castro Inés de Velasco | team      | 1278            | 21              | niet geplaatst       | niet geplaatst       | niet geplaatst       | niet geplaatst       | niet geplaatst |

### Gewichtheffen
Mannen
| atleet        | onderdeel | trekken | trekken | stoten | stoten | totaal | rang |
| atleet        | onderdeel | score   | rang    | score  | rang   | totaal | rang |
| ------------- | --------- | ------- | ------- | ------ | ------ | ------ | ---- |
| David Sánchez | -73 kg    | 149     | 9       | 177    | 9      | 323    | 10   |
| Andrés Mata   | -81 kg    | 158     | 9       | 189    | 8      | 347    | 8    |
| Marcos Ruiz   | +109 kg   | 180     | 5       | 215    | 9      | 395    | 8    |

Vrouwen
| atleet         | onderdeel | trekken | trekken | stoten | stoten | totaal | rang |
| atleet         | onderdeel | score   | rang    | score  | rang   | totaal | rang |
| -------------- | --------- | ------- | ------- | ------ | ------ | ------ | ---- |
| Lidia Valentín | -87 kg    | 103     | 9       | 122    | 11     | 225    | 10   |

### Golf
Mannen
| atleet         | onderdeel | eerste ronde | tweede ronde | derde ronde | vierde ronde | totaal | totaal | totaal |
| atleet         | onderdeel | score        | score        | score       | score        | score  | par    | rang   |
| -------------- | --------- | ------------ | ------------ | ----------- | ------------ | ------ | ------ | ------ |
| Adri Arnaus    | mannen    | 68           | 69           | 74          | 67           | 278    | -6     | 38     |
| Jorge Campillo | mannen    | 70           | 75           | 69          | 75           | 289    | +5     | 59     |

Vrouwen
| atlete          | onderdeel | eerste ronde | tweede ronde | derde ronde | vierde ronde | totaal | totaal | totaal |
| atlete          | onderdeel | score        | score        | score       | score        | score  | par    | rang   |
| --------------- | --------- | ------------ | ------------ | ----------- | ------------ | ------ | ------ | ------ |
| Carlota Ciganda | vrouwen   | 68           | 73           | 70          | 69           | 280    | -4     | 29     |
| Azahara Muñoz   | vrouwen   | 69           | 76           | 73          | 72           | +6     | 50     |        |

### Gymnastiek

#### Turnen
Spanje wist voor het eerst sinds Athene 2004 twee volledige teams te plaatsen voor de Spelen. Zowel het mannen- als het vrouwenteam slaagde hier in door een plaats veilig te stellen tijdens de teamfinale van het Wereldkampioenschap 2019 in Stuttgart.
Mannen
| atleet         | onderdeel | kwalificatie | kwalificatie | kwalificatie | kwalificatie | kwalificatie | kwalificatie | kwalificatie | kwalificatie | finale         | finale         | finale         | finale         | finale         | finale         | finale         | finale         |
| atleet         | onderdeel | toestel      | toestel      | toestel      | toestel      | toestel      | toestel      | totaal       | positie      | toestel        | toestel        | toestel        | toestel        | toestel        | toestel        | totaal         | positie        |
| atleet         | onderdeel | vloer        | voltige      | ringen       | sprong       | brug         | rekstok      | totaal       | positie      | vloer          | voltige        | ringen         | sprong         | brug           | rekstok        | totaal         | positie        |
| -------------- | --------- | ------------ | ------------ | ------------ | ------------ | ------------ | ------------ | ------------ | ------------ | -------------- | -------------- | -------------- | -------------- | -------------- | -------------- | -------------- | -------------- |
| Néstor Abad    | team      | 13,666       | 11,466       | 11,966       | 13,000       | 14,800       | 13,133       | 78,031       | 53           | niet geplaatst | niet geplaatst | niet geplaatst | niet geplaatst | niet geplaatst | niet geplaatst | niet geplaatst | niet geplaatst |
| Thierno Diallo | team      | 12,233       | 12,900       | 13,000       | 12,833       | 14,000       | 11,100       | 76,066       | 56           | niet geplaatst | niet geplaatst | niet geplaatst | niet geplaatst | niet geplaatst | niet geplaatst | niet geplaatst | niet geplaatst |
| Nicolau Mir    | team      | 13,533       | 12,600       | 12,400       | 13,866       | 14,033       | 13,233       | 79,665       | 48           | niet geplaatst | niet geplaatst | niet geplaatst | niet geplaatst | niet geplaatst | niet geplaatst | niet geplaatst | niet geplaatst |
| Joel Plata     | team      | 13,500       | 13,433       | 13,300       | 13,966       | 14,633       | 12,466       | 81,298       | 37           | niet geplaatst | niet geplaatst | niet geplaatst | niet geplaatst | niet geplaatst | niet geplaatst | niet geplaatst | niet geplaatst |
| Totaal         | team      | 40,699       | 38,933       | 38,700       | 40,832       | 43,466       | 38,832       | 241,462      | 12           | niet geplaatst | niet geplaatst | niet geplaatst | niet geplaatst | niet geplaatst | niet geplaatst | niet geplaatst | niet geplaatst |

| atleet           | onderdeel | kwalificatie | kwalificatie | finale | finale |
| atleet           | onderdeel | score        | rang         | score  | rang   |
| ---------------- | --------- | ------------ | ------------ | ------ | ------ |
| Rayderley Zapata | vloer     | 15,041       | 4 Q          | 14,933 | Zilver |

Vrouwen
| atlete          | onderdeel | kwalificatie | kwalificatie | kwalificatie | kwalificatie | kwalificatie | kwalificatie | finale         | finale         | finale         | finale         | finale         | finale         |
| atlete          | onderdeel | toestel      | toestel      | toestel      | toestel      | totaal       | positie      | toestel        | toestel        | toestel        | toestel        | totaal         | positie        |
| atlete          | onderdeel | sprong       | brug         | balk         | vloer        | totaal       | positie      | sprong         | brug           | balk           | vloer          | totaal         | positie        |
| --------------- | --------- | ------------ | ------------ | ------------ | ------------ | ------------ | ------------ | -------------- | -------------- | -------------- | -------------- | -------------- | -------------- |
| Laura Bechdejú  | team      | 13,533       | 12,700       | 12,666       | 12,300       | 51,199       | 53           | niet geplaatst | niet geplaatst | niet geplaatst | niet geplaatst | niet geplaatst | niet geplaatst |
| Marina González | team      | 13,233       | 11,033       | 12,366       | 12,866       | 49,498       | 63           | niet geplaatst | niet geplaatst | niet geplaatst | niet geplaatst | niet geplaatst | niet geplaatst |
| Alba Petisco    | team      | 13,466       | 12,866       | 11,700       | 12,566       | 50,598       | 57           | niet geplaatst | niet geplaatst | niet geplaatst | niet geplaatst | niet geplaatst | niet geplaatst |
| Roxana Popa     | team      | 14,300       | 14,400       | 12,866       | 12,533       | 54,099       | 21 Q         | niet geplaatst | niet geplaatst | niet geplaatst | niet geplaatst | niet geplaatst | niet geplaatst |
| Totaal          | team      | 41,299       | 39,966       | 37,898       | 37,965       | 157,128      | 12           | niet geplaatst | niet geplaatst | niet geplaatst | niet geplaatst | niet geplaatst | niet geplaatst |

| atlete      | onderdeel | kwalificatie       | kwalificatie       | kwalificatie       | kwalificatie       | kwalificatie       | kwalificatie       | finale  | finale  | finale  | finale  | finale | finale  |
| atlete      | onderdeel | toestel            | toestel            | toestel            | toestel            | totaal             | positie            | toestel | toestel | toestel | toestel | totaal | positie |
| atlete      | onderdeel | sprong             | brug               | balk               | vloer              | totaal             | positie            | sprong  | brug    | balk    | vloer   | totaal | positie |
| ----------- | --------- | ------------------ | ------------------ | ------------------ | ------------------ | ------------------ | ------------------ | ------- | ------- | ------- | ------- | ------ | ------- |
| Roxana Popa | meerkamp  | Zie teamresultaten | Zie teamresultaten | Zie teamresultaten | Zie teamresultaten | Zie teamresultaten | Zie teamresultaten | 14,600  | 12,100  | 11,700  | 13,133  | 51,133 | 22      |

### Handbal
Mannen
| Olympiër | Onderdeel | Resultaat | Prestatie |
| --- | --------- | --------- | --------- |
| Gonzalo Pérez de Vargas Eduardo Gurbindo Jorge Maqueda Ángel Fernández Pérez Raúl Entrerríos Alex Dujshebaev Daniel Sarmiento Rodrigo Corrales Julen Aguinagalde Ferran Solé Adrià Figueras Viran Morros Antonio García Robledo Aleix Gómez Gedeón Guardiola Miguel Sánchez-Migallón | mannen    | Brons     | zie onder |

| Groep |            |             |             |             |             |            |            |            |        |
| #     | Land       | Wedstrijden | Wedstrijden | Wedstrijden | Wedstrijden | Doelpunten | Doelpunten | Doelpunten | Punten |
| #     | Land       | G           | W           | G           | V           | V          | T          | Saldo      | Punten |
| 1     | Frankrijk  | 5           | 4           | 0           | 1           | 162        | 148        | +14        | 8      |
| 2     | Spanje     | 5           | 4           | 0           | 1           | 155        | 142        | +13        | 8      |
| 3     | Duitsland  | 5           | 3           | 0           | 2           | 146        | 131        | +15        | 6      |
| 4     | Noorwegen  | 5           | 3           | 0           | 2           | 136        | 132        | +4         | 6      |
| 5     | Brazilië   | 5           | 1           | 0           | 4           | 128        | 145        | -17        | 2      |
| 6     | Argentinië | 5           | 0           | 0           | 5           | 125        | 154        | -29        | 0      |

| Ronde           | Datum           | Lokale tijd | MEZT      | Land    | Score      | Land       |  |
| --------------- | --------------- | ----------- | --------- | ------- | ---------- | ---------- |  |
| groepsfase      |                 |             |           |         |            |            |  |
| 24 juli 2021    | 16:15           | 09:15       | Duitsland | 27 – 28 | Spanje     |            |  |
| 26 juli 2021    | 16:15           | 09:15       | Spanje    | 28 – 27 | Noorwegen  |            |  |
| 28 juli 2021    | 19:30           | 12:30       | Brazilië  | 25 – 32 | Spanje     |            |  |
| 30 juli 2021    | 14:15           | 07:15       | Frankrijk | 36 – 31 | Spanje     |            |  |
| 1 augustus 2021 | 14:15           | 07:15       | Spanje    | 36 – 27 | Argentinië |            |  |
|                 |                 |             |           |         |            |            |  |
| kwartfinale     | 3 augustus 2021 | 13:15       | 06:15     | Zweden  | 33 – 34    | Spanje     |  |
|                 |                 |             |           |         |            |            |  |
| halve finale    | 5 augustus 2021 | 21:00       | 14:00     | Spanje  | 23 – 27    | Denemarken |  |
|                 |                 |             |           |         |            |            |  |
| bronzen finale  | 7 augustus 2021 | 17:00       | 10:00     | Egypte  | 31 – 33    | Spanje     |  |

Vrouwen
| Olympiër | Onderdeel | Resultaat  | Prestatie |
| --- | --------- | ---------- | --------- |
| Silvia Navarro Merche Castellanos Marta López Laura González Ainhoa Hernández Soledad López Jennifer Gutiérrez Nerea Pena Carmen Martín Alexandrina Barbosa Paula Arcosá Elisabet Cesáreo Almudena Rodríguez Rodríguez Nicole Wiggins | vrouwen   | groepsfase | zie onder |

| Groep |                 |             |             |             |             |            |            |            |        |
| #     | Land            | Wedstrijden | Wedstrijden | Wedstrijden | Wedstrijden | Doelpunten | Doelpunten | Doelpunten | Punten |
| #     | Land            | G           | W           | G           | V           | V          | T          | Saldo      | Punten |
| 1     | Zweden          | 5           | 3           | 1           | 1           | 152        | 133        | +19        | 7      |
| 2     | Russische ploeg | 5           | 3           | 1           | 1           | 148        | 149        | -1         | 7      |
| 3     | Frankrijk       | 5           | 2           | 1           | 2           | 139        | 135        | +4         | 5      |
| 4     | Hongarije       | 5           | 2           | 0           | 3           | 142        | 149        | -7         | 4      |
| 5     | Spanje          | 5           | 2           | 0           | 3           | 135        | 142        | -7         | 4      |
| 6     | Brazilië        | 5           | 1           | 1           | 3           | 133        | 141        | -8         | 3      |

| Ronde           | Datum          | Lokale tijd    | MEZT           | Land           | Score           | Land           |  |
| --------------- | -------------- | -------------- | -------------- | -------------- | --------------- | -------------- |  |
| groepsfase      |                |                |                |                |                 |                |  |
| 25 juli 2021    | 19:30          | 12:30          | Spanje         | 24 – 31        | Zweden          |                |  |
| 27 juli 2021    | 21:30          | 14:30          | Frankrijk      | 25 – 28        | Spanje          |                |  |
| 29 juli 2021    | 11:00          | 04:00          | Spanje         | 27 – 23        | Brazilië        |                |  |
| 31 juli 2021    | 19:30          | 14:30          | Hongarije      | 29 – 25        | Spanje          |                |  |
| 2 augustus 2021 | 14:15          | 07:15          | Spanje         | 31 – 34        | Russische ploeg |                |  |
|                 |                |                |                |                |                 |                |  |
| kwartfinale     | niet geplaatst | niet geplaatst | niet geplaatst | niet geplaatst | niet geplaatst  | niet geplaatst |  |
|                 |                |                |                |                |                 |                |  |
| halve finale    | niet geplaatst | niet geplaatst | niet geplaatst | niet geplaatst | niet geplaatst  | niet geplaatst |  |
|                 |                |                |                |                |                 |                |  |
| finale          | niet geplaatst | niet geplaatst | niet geplaatst | niet geplaatst | niet geplaatst  | niet geplaatst |  |

### Hockey
Mannen
| Olympiër | Onderdeel | Resultaat | Prestatie |
| --- | --------- | --------- | --------- |
| Quico Cortés Alejandro Alonso Josep Romeu Ricardo Sánchez Marc Salles Miquel Delas Quique González Álvaro Iglesias David Alegre Roc Oliva Marc Recasens Llorenç Piera Xavi Lleonart José Basterra Viçens Ruiz Albert Béltran Pau Quemada Marc Boltó | mannen    |           |           |

| Groep |               |             |             |             |             |            |            |            |        |
| #     | Land          | Wedstrijden | Wedstrijden | Wedstrijden | Wedstrijden | Doelpunten | Doelpunten | Doelpunten | Punten |
| #     | Land          | GW          | W           | G           | V           | V          | T          | Saldo      | Punten |
| 1     | Australië     | 5           | 4           | 1           | 0           | 22         | 9          | +13        | 13     |
| 2     | India         | 5           | 4           | 0           | 1           | 15         | 13         | +2         | 12     |
| 3     | Argentinië    | 5           | 2           | 1           | 2           | 10         | 11         | -1         | 7      |
| 4     | Spanje        | 5           | 1           | 2           | 2           | 9          | 10         | -1         | 5      |
| 5     | Nieuw-Zeeland | 5           | 1           | 1           | 3           | 11         | 16         | -5         | 4      |
| 6     | Japan         | 5           | 0           | 1           | 4           | 10         | 18         | -8         | 1      |

| Ronde        | Datum           | Lokale tijd    | MEZT           | Land           | Score          | Land           |  |
| ------------ | --------------- | -------------- | -------------- | -------------- | -------------- | -------------- |  |
| groepsfase   |                 |                |                |                |                |                |  |
| 25 juli 2021 | 12:15           | 4:15           | Argentinië     | 1 – 1          | Spanje         |                |  |
| 26 juli 2021 | 20:45           | 12:45          | Spanje         | 3 – 4          | Nieuw-Zeeland  |                |  |
| 28 juli 2021 | 10:00           | 2:00           | India          | 3 – 0          | Spanje         |                |  |
| 29 juli 2021 | 20:45           | 12:45          | Japan          | 1 – 4          | Spanje         |                |  |
| 31 juli 2021 | 10:00           | 2:00           | Australië      | 1 – 1          | Spanje         |                |  |
|              |                 |                |                |                |                |                |  |
| kwartfinale  | 1 augustus 2021 | 18:30          | 11:30          | België         | 3 – 1          | Spanje         |  |
|              |                 |                |                |                |                |                |  |
| halve finale | niet geplaatst  | niet geplaatst | niet geplaatst | niet geplaatst | niet geplaatst | niet geplaatst |  |
|              |                 |                |                |                |                |                |  |
| finale       | niet geplaatst  | niet geplaatst | niet geplaatst | niet geplaatst | niet geplaatst | niet geplaatst |  |

Vrouwen
| Olympiër | Onderdeel | Resultaat   | Prestatie |
| --- | --------- | ----------- | --------- |
| María Ruiz Laura Barrios Clara Ycart Carlota Petchame María López García Berta Bonastre Carmen Cano Belén Iglesias Candela Mejías Lola Riera Júlia Pons Begoña García Grau Xantal Giné Beatriz Pérez Georgina Oliva Alejandra Torres-Quevedo Alicia Magaz Lucía Jiménez | vrouwen   | kwartfinale | zie onder |

| Groep |               |             |             |             |             |            |            |            |        |
| #     | Land          | Wedstrijden | Wedstrijden | Wedstrijden | Wedstrijden | Doelpunten | Doelpunten | Doelpunten | Punten |
| #     | Land          | GW          | W           | G           | V           | V          | T          | Saldo      | Punten |
| 1     | Australië     | 5           | 5           | 0           | 0           | 13         | 1          | +12        | 15     |
| 2     | Spanje        | 5           | 3           | 0           | 2           | 9          | 8          | +1         | 9      |
| 3     | Argentinië    | 5           | 3           | 0           | 2           | 8          | 8          | 0          | 9      |
| 4     | Nieuw-Zeeland | 5           | 2           | 0           | 3           | 8          | 8          | +1         | 6      |
| 5     | China         | 5           | 2           | 0           | 3           | 9          | 16         | -7         | 6      |
| 6     | Japan         | 5           | 0           | 0           | 5           | 6          | 13         | -7         | 0      |

| Ronde        | Datum           | Lokale tijd    | MEZT           | Land           | Score          | Land             |  |
| ------------ | --------------- | -------------- | -------------- | -------------- | -------------- | ---------------- |  |
| groepsfase   |                 |                |                |                |                |                  |  |
| 25 juli 2021 | 10:00           | 03:00          | Australië      | 3 – 1          | Spanje         |                  |  |
| 26 juli 2021 | 19:00           | 14:00          | Argentinië     | 3 – 0          | Spanje         |                  |  |
| 28 juli 2021 | 11:45           | 04:45          | Nieuw-Zeeland  | 1 – 2          | Spanje         |                  |  |
| 29 juli 2021 | 18:30           | 11:30          | Spanje         | 2 – 0          | China          |                  |  |
| 31 juli 2021 | 10:00           | 2:00           | Japan          | 1 – 4          | Spanje         |                  |  |
|              |                 |                |                |                |                |                  |  |
| kwartfinale  | 2 augustus 2021 | 21:00          | 14:00          | Spanje         | 2 – 2 0 – 2    | Groot-Brittannië |  |
|              |                 |                |                |                |                |                  |  |
| halve finale | niet geplaatst  | niet geplaatst | niet geplaatst | niet geplaatst | niet geplaatst | niet geplaatst   |  |
|              |                 |                |                |                |                |                  |  |
| finale       | niet geplaatst  | niet geplaatst | niet geplaatst | niet geplaatst | niet geplaatst | niet geplaatst   |  |

### Judo
Mannen
| atleet                  | onderdeel | eerste ronde         | tweede ronde         | derde ronde          | kwartfinale          | halve finale         | herkansing           | finale / BM          | finale / BM    |
| atleet                  | onderdeel | tegenstander uitslag | tegenstander uitslag | tegenstander uitslag | tegenstander uitslag | tegenstander uitslag | tegenstander uitslag | tegenstander uitslag | rang           |
| ----------------------- | --------- | -------------------- | -------------------- | -------------------- | -------------------- | -------------------- | -------------------- | -------------------- | -------------- |
| Francisco Garrigós      | −60 kg    | n.v.t.               | bye                  | Mkheidze W 00–01     | niet geplaatst       | niet geplaatst       | niet geplaatst       | niet geplaatst       | niet geplaatst |
| Alberto Gaitero         | −66 kg    | n.v.t.               | Zantaraia V 00-10    | niet geplaatst       | niet geplaatst       | niet geplaatst       | niet geplaatst       | niet geplaatst       | niet geplaatst |
| Nikoloz Sherazadishvili | −90 kg    | bye                  | Gantulg W 01-00      | Nyman W 10-00        | Igolnikov V 00-10    | niet geplaatst       | Bobonov V 00-01      | niet geplaatst       | 7              |

Vrouwen
| atlete          | onderdeel | eerste ronde         | tweede ronde         | derde ronde          | kwartfinale          | halve finale         | herkansing           | finale / BM          | finale / BM    |
| atlete          | onderdeel | tegenstander uitslag | tegenstander uitslag | tegenstander uitslag | tegenstander uitslag | tegenstander uitslag | tegenstander uitslag | tegenstander uitslag | rang           |
| --------------- | --------- | -------------------- | -------------------- | -------------------- | -------------------- | -------------------- | -------------------- | -------------------- | -------------- |
| Julia Figueroa  | −48 kg    | n.v.t.               | Şentürk W 10-00      | Rishony              | niet geplaatst       | niet geplaatst       | niet geplaatst       | niet geplaatst       | niet geplaatst |
| Ana Pérez Box   | −52 kg    | n.v.t.               | Kocher V 00-01       | niet geplaatst       | niet geplaatst       | niet geplaatst       | niet geplaatst       | niet geplaatst       | niet geplaatst |
| Cristina Cabaña | −63 kg    | n.v.t.               | Watanabe W 10-00     | Trstenjak V 00-10    | niet geplaatst       | niet geplaatst       | niet geplaatst       | niet geplaatst       | niet geplaatst |
| María Bernabéu  | −70 kg    | n.v.t.               | Taimazova V 00-01    | niet geplaatst       | niet geplaatst       | niet geplaatst       | niet geplaatst       | niet geplaatst       | niet geplaatst |

### Kanovaren

#### Slalom
Mannen
| atleet         | onderdeel  | series | series | series | series | series    | series | halve finale | halve finale | finale | finale |
| atleet         | onderdeel  | run 1  | rang   | run 2  | rang   | beste run | rang   | tijd         | rang         | tijd   | rang   |
| -------------- | ---------- | ------ | ------ | ------ | ------ | --------- | ------ | ------------ | ------------ | ------ | ------ |
| Ander Elosegi  | C-1 slalom | 103,78 | 8      | 101,51 | 4      | 101,51    | 7      | 103,15       | 3            | 106,59 | 8      |
| David Llorente | K-1 slalom | 147,62 | 22     | 95,83  | 14     | 95,83     | 18     | 98,26        | 8            | 150,08 | 10     |

Slalom
| atlete            | onderdeel  | series | series | series | series | series    | series | halve finale | halve finale | finale | finale |
| atlete            | onderdeel  | run 1  | rang   | run 2  | rang   | beste run | rang   | tijd         | rang         | tijd   | rang   |
| ----------------- | ---------- | ------ | ------ | ------ | ------ | --------- | ------ | ------------ | ------------ | ------ | ------ |
| &Núria Vilarrubla | C-1 slalom | 118,03 | 9      | 121,00 | 15     | 118,03    | 10     | 119,99       | 8            | 127,33 | 8      |
| Maialen Chourraut | K-1 slalom | 108,25 | 6      | 105,13 | 5      | 105,13    | 5      | 107,92       | 7            | 106,63 | Zilver |

#### Sprint
Mannen
| atleet                                                    | onderdeel  | series   | series | kwartfinale | kwartfinale | halve finale   | halve finale   | finale         | finale         |
| atleet                                                    | onderdeel  | tijd     | rang   | tijd        | rang        | tijd           | rang           | tijd           | rang           |
| --------------------------------------------------------- | ---------- | -------- | ------ | ----------- | ----------- | -------------- | -------------- | -------------- | -------------- |
| Cayetano García                                           | C-1 200 m  | 4.34,418 | 4 KF   | 4.31,929    | 5           | niet geplaatst | niet geplaatst | niet geplaatst | niet geplaatst |
| Pablo Martínez                                            | C-1 200 m  | 4.21,729 | 5 KF   | 4.09,102    | 3           | niet geplaatst | niet geplaatst | niet geplaatst | niet geplaatst |
| Cayetano García Pablo Martínez                            | C-2 1000 m | 3.44,947 | 2 HF   | bye         | bye         | 3.28,594       | 4 FA           | 3.41,572       | 8              |
| Carlos Arévalo                                            | K-1 200 m  | 34,452   | 2 HF   | bye         | bye         | 35,207         | 3 FA           | 35,391         | 5              |
| Saúl Craviotto                                            | K-1 200 m  | 35,002   | 2 HF   | bye         | bye         | 35,934         | 4 FA           | 35,568         | 7              |
| Francisco Cubelos Íñigo Peña                              | K-2 1000 m | 3.10,138 | 1 HF   | bye         | bye         | 3.19,133       | 4 FA           | 3.17,267       | 6              |
| Carlos Arévalo Saúl Craviotto Rodrigo Germade Marcus Walz | K-4 500 m  | 1.21,658 | 1 HF   | n.v.t.      | n.v.t.      | 1.24,355       | 1 FA           | 1.22,445       | Zilver         |

Vrouwen
| atlete           | onderdeel | series   | series | kwartfinale | kwartfinale | halve finale | halve finale | finale   | finale |
| atlete           | onderdeel | tijd     | rang   | tijd        | rang        | tijd         | rang         | tijd     | rang   |
| ---------------- | --------- | -------- | ------ | ----------- | ----------- | ------------ | ------------ | -------- | ------ |
| Antía Jácome     | C-1 200 m | 46,691   | 3 KF   | 45,668      | 1 HF        | 47,414       | 4 FA         | 47,226   | 5      |
| Teresa Portela   | K-1 200 m | 40,812   | 1 HF   | bye         | bye         | 38,858       | 4 FA         | 38,883   | Zilver |
| Isabel Contreras | K-1 500 m | 1.49,256 | 4 KF   | 1.51,235    | 1 HF        | 1.54,535     | 6 FC         | 1.55,728 | 19     |

### Karate

#### Kata
Mannen
| Atleet          | Onderdeel | Eliminatie | Eliminatie | Ranking | Ranking | Finale / BM            | Finale / BM |
| Atleet          | Onderdeel | Score      | Rang       | Score   | Rang    | Tegenstander Resultaat | Rang        |
| --------------- | --------- | ---------- | ---------- | ------- | ------- | ---------------------- | ----------- |
| Damián Quintero | mannen    | 27,37      | 1 Q        | 27,28   | 1 Q     | Kiyuna V 27,66 – 28,72 | Zilver      |

Vrouwen
| Atleet         | Onderdeel | Eliminatie | Eliminatie | Ranking | Ranking | Finale / BM             | Finale / BM |
| Atleet         | Onderdeel | Score      | Rang       | Score   | Rang    | Tegenstander Resultaat  | Rang        |
| -------------- | --------- | ---------- | ---------- | ------- | ------- | ----------------------- | ----------- |
| Sandra Sánchez | vrouwen   | 27,43      | 1 Q        | 27,86   | 1 Q     | Shimizu W 28,06 – 27,88 | Goud        |

### Klimsport
Mannen
| atleet              | onderdeel | kwalificatie | kwalificatie | kwalificatie | kwalificatie | kwalificatie | kwalificatie | kwalificatie | totaal | totaal | finale | finale | finale    | finale    | finale | finale | finale | totaal | totaal |
| atleet              | onderdeel | speed        | speed        | boulderen    | boulderen    | lead         | lead         | lead         | totaal | totaal | speed  | speed  | boulderen | boulderen | lead   | lead   | lead   | totaal | totaal |
| atleet              | onderdeel | tijd         | rang         | punten       | rang         | punten       | tijd         | rang         | punten | rang   | tijd   | rang   | punten    | rang      | punten | tijd   | rang   | punten | rang   |
| ------------------- | --------- | ------------ | ------------ | ------------ | ------------ | ------------ | ------------ | ------------ | ------ | ------ | ------ | ------ | --------- | --------- | ------ | ------ | ------ | ------ | ------ |
| Alberto Ginés López | mannen    | 6,32         | 7            | 1T1z 12 4    | 14           | 41+          | -            | 3            | 294,00 | 6 Q    | 6,42   | 1      | 0T3z 0 9  | 7         | 38+    | -      | 4      | 28     | Goud   |

### Moderne vijfkamp
Mannen
| atleet        | onderdeel        | schermen (degen) | schermen (degen) | schermen (degen) | schermen (degen) | zwemmen (200 m vrije slag) | zwemmen (200 m vrije slag) | zwemmen (200 m vrije slag) | paardrijden (springen) | paardrijden (springen) | paardrijden (springen) | combinatie: schieten/lopen (10 m luchtpistool)/(3200 m) | combinatie: schieten/lopen (10 m luchtpistool)/(3200 m) | combinatie: schieten/lopen (10 m luchtpistool)/(3200 m) | totaal punten | rang |
| atleet        | onderdeel        | RR               | BR               | rang             | punten           | tijd                       | rang                       | punten                     | strafpunten            | rang                   | punten                 | tijd                                                    | rang                                                    | punten                                                  | totaal punten | rang |
| ------------- | ---------------- | ---------------- | ---------------- | ---------------- | ---------------- | -------------------------- | -------------------------- | -------------------------- | ---------------------- | ---------------------- | ---------------------- | ------------------------------------------------------- | ------------------------------------------------------- | ------------------------------------------------------- | ------------- | ---- |
| Aleix Heredia | moderne vijfkamp | 16-19            | 4                | 23               | 200              | 2.07,78                    | 33                         | 295                        | 14                     | 15                     | 286                    | 11.34,52                                                | 23                                                      | 606                                                     | 1387          | 23   |

### Paardensport

#### Dressuur
Het Spaanse dressuurteam kon zich kwalificeren voor de Olympiade dankzij een plaats in de top 6 op de Wereldruiterspelen 2018 in Tryon, Verenigde Staten.
| ruiter                                                      | paard                    | onderdeel   | Grand Prix | Grand Prix | Grand Prix Special | Grand Prix Special | Grand Prix Freestyle | Grand Prix Freestyle | totaal         | totaal         |
| ruiter                                                      | paard                    | onderdeel   | score      | rang       | score              | rang               | technisch            | artistiek            | uitslag        | rang           |
| ----------------------------------------------------------- | ------------------------ | ----------- | ---------- | ---------- | ------------------ | ------------------ | -------------------- | -------------------- | -------------- | -------------- |
| Beatriz Ferrer-Salat                                        | Elegance                 | individueel | 72,096     | 18 q       | n.v.t.             | n.v.t.             | 72,607               | 82,457               | 77,532         | 17             |
| José Antonio García Mena                                    | Sorento / Divina RoyalTF | individueel | 69,146     | 32         | n.v.t.             | n.v.t.             | niet geplaatst       | niet geplaatst       | niet geplaatst | niet geplaatst |
| Severo Jurado                                               | Fendi T                  | individueel | 68,370     | 38         | n.v.t.             | n.v.t.             | niet geplaatst       | niet geplaatst       | niet geplaatst | niet geplaatst |
| Beatriz Ferrer-Salat José Antonio García Mena Severo Jurado | zie hierboven            | team        | 6749,5     | 8 Q        | 7198,5             | 7                  | n.v.t.               | n.v.t.               | 7198,5         | 7              |

TF = Ingeschakeld als vervanging tijdens de teamfinale

#### Eventing
| ruiter           | paard             | onderdeel   | dressuur    | dressuur | cross-country | cross-country | cross-country | springen     | springen     | springen     | springen       | springen       | springen       | totaal      | totaal |
| ruiter           | paard             | onderdeel   | dressuur    | dressuur | cross-country | cross-country | cross-country | kwalificatie | kwalificatie | kwalificatie | finale         | finale         | finale         | totaal      | totaal |
| ruiter           | paard             | onderdeel   | strafpunten | rang     | strafpunten   | totaal        | rang          | strafpunten  | totaal       | rang         | strafpunten    | totaal         | rang           | strafpunten | rang   |
| ---------------- | ----------------- | ----------- | ----------- | -------- | ------------- | ------------- | ------------- | ------------ | ------------ | ------------ | -------------- | -------------- | -------------- | ----------- | ------ |
| Francisco Gaviño | Source de la Faye | individueel | 47,70       | 62       | 75,60         | 123,30        | 51            | 12,00        | 135,30       | 44           | niet geplaatst | niet geplaatst | niet geplaatst | 135,30      | 44     |

#### Springen
| ruiter                | paard  | onderdeel   | kwalificatie | kwalificatie | finale         | finale         | totaal         | totaal         |
| ruiter                | paard  | onderdeel   | strafpunten  | rang         | strafpunten    | rang           | strafpunten    | rang           |
| --------------------- | ------ | ----------- | ------------ | ------------ | -------------- | -------------- | -------------- | -------------- |
| Eduardo Álvarez Aznar | Legend | individueel | 4            | 31           | niet geplaatst | niet geplaatst | niet geplaatst | niet geplaatst |

### Roeien
Mannen
| atleet                         | onderdeel          | series  | series | herkansingen | herkansingen | kwartfinale | kwartfinale | halve finale | halve finale | finale  | finale |
| atleet                         | onderdeel          | tijd    | rang   | tijd         | rang         | tijd        | rang        | tijd         | rang         | tijd    | rang   |
| ------------------------------ | ------------------ | ------- | ------ | ------------ | ------------ | ----------- | ----------- | ------------ | ------------ | ------- | ------ |
| Manel Balastegui Caetano Horta | lichte dubbel-twee | 6.38,72 | 4 H    | 6.45,71      | 2 HA/B       | n.v.t.      | n.v.t.      | 6.15,49      | 5 FB         | 6.15,45 | 7      |
| Jaime Canalejo Javier García   | twee-zonder        | 6.53,33 | 4 H    | 6.47,06      | 1 HA/B       | n.v.t.      | n.v.t.      | 6.16,25      | 3 FA         | 6.25,25 | 6      |

Vrouwen
| atlete                 | onderdeel   | series  | series | herkansingen | herkansingen | kwartfinale | kwartfinale | halve finale | halve finale | finale  | finale |
| atlete                 | onderdeel   | tijd    | rang   | tijd         | rang         | tijd        | rang        | tijd         | rang         | tijd    | rang   |
| ---------------------- | ----------- | ------- | ------ | ------------ | ------------ | ----------- | ----------- | ------------ | ------------ | ------- | ------ |
| Aina Cid Virginia Díaz | twee-zonder | 7.23,14 | 3 HA/B | bye          | bye          | n.v.t.      | n.v.t.      | 6.50,63      | 3 FA         | 7.00,05 | 6      |

Legenda: FA=finale A (medailles); FB=finale B (geen medailles); FC=finale C (geen medailles); FD=finale D (geen medailles); FE=finale E (geen medailles); FF=finale F (geen medailles); HA/B=halve finale A/B; HC/D=halve finale C/D; HE/F=halve finale E/F; KF=kwartfinale; H=herkansing

### Schermen
Mannen
| atleet          | onderdeel | eerste ronde         | tweede ronde          | derde ronde          | kwartfinale          | halve finale         | finale / BM          | finale / BM    |
| atleet          | onderdeel | tegenstander uitslag | tegenstander uitslag  | tegenstander uitslag | tegenstander uitslag | tegenstander uitslag | tegenstander uitslag | rang           |
| --------------- | --------- | -------------------- | --------------------- | -------------------- | -------------------- | -------------------- | -------------------- | -------------- |
| Carlos Llavador | floret    | bye                  | Choupenitch V 11 – 15 | niet geplaatst       | niet geplaatst       | niet geplaatst       | niet geplaatst       | niet geplaatst |

### Schietsport
Mannen
| atleet            | onderdeel | kwalificaties | kwalificaties | finale         | finale         |
| atleet            | onderdeel | punten        | rang          | punten         | rang           |
| ----------------- | --------- | ------------- | ------------- | -------------- | -------------- |
| Alberto Fernández | trap      | 122           | 9             | niet geplaatst | niet geplaatst |

Vrouwen
| atlete        | onderdeel | kwalificaties | kwalificaties | finale         | finale         |
| atlete        | onderdeel | punten        | rang          | punten         | rang           |
| ------------- | --------- | ------------- | ------------- | -------------- | -------------- |
| Fátima Gálvez | trap      | 116           | 14            | niet geplaatst | niet geplaatst |

Gemengd
| atlete                          | onderdeel | kwalificaties | kwalificaties | finale | finale |
| atlete                          | onderdeel | punten        | rang          | punten | rang   |
| ------------------------------- | --------- | ------------- | ------------- | ------ | ------ |
| Alberto Fernández Fátima Gálvez | trap      | 148           | 1 Q           | 41     | Goud   |

### Schoonspringen
Mannen
| atleet                  | onderdeel | series | series | halve finale   | halve finale   | finale         | finale         |
| atleet                  | onderdeel | punten | rang   | punten         | rang           | punten         | rang           |
| ----------------------- | --------- | ------ | ------ | -------------- | -------------- | -------------- | -------------- |
| Alberto Arévalo         | 3 m plank | 322,85 | 26     | niet geplaatst | niet geplaatst | niet geplaatst | niet geplaatst |
| Nicolás García Boissier | 3 m plank | 382,6  | 19     | niet geplaatst | niet geplaatst | niet geplaatst | niet geplaatst |

### Skateboarden
Mannen
| atlete      | onderdeel | kwalificaties | kwalificaties | finale         | finale         |
| atlete      | onderdeel | punten        | rang          | punten         | rang           |
| ----------- | --------- | ------------- | ------------- | -------------- | -------------- |
| Danny León  | park      | 73,24         | 9             | niet geplaatst | niet geplaatst |
| Jaime Mateu | park      | 69,18         | 10            | niet geplaatst | niet geplaatst |

Vrouwen
| atlete          | onderdeel | kwalificaties | kwalificaties | finale         | finale         |
| atlete          | onderdeel | punten        | rang          | punten         | rang           |
| --------------- | --------- | ------------- | ------------- | -------------- | -------------- |
| Julia Benedetti | park      | 27,76         | 16            | niet geplaatst | niet geplaatst |
| Andrea Benítez  | street    | 5,96          | 15            | niet geplaatst | niet geplaatst |

### Synchroonzwemmen
| atlete | onderdeel | technische routine | technische routine | vrije routine (voorronde) | vrije routine (voorronde) | vrije routine (voorronde) | vrije routine (finale) | vrije routine (finale)    | vrije routine (finale) |
| atlete | onderdeel | punten             | rang               | punten                    | totaal (technisch + vrij) | rang                      | punten                 | totaal (technisch + vrij) | rang                   |
| --- | --------- | ------------------ | ------------------ | ------------------------- | ------------------------- | ------------------------- | ---------------------- | ------------------------- | ---------------------- |
| Alisa Ozhogina Iris Tió                                                                                       | duet      | 86,9281            | 9                  | 88,300                    | 175,2281                  | 11 Q                      | 88,6667                | 175,5948                  | 10                     |
| Ona Carbonell Berta Ferreras Meritxell Mas Alisa Ozhogina Paula Ramírez Sara Saldaña Iris Tió Blanca Toledano | team      | 90,3780            | 7                  | n.v.t.                    | n.v.t.                    | n.v.t.                    | 91,5333                | 181,9113                  | 7                      |

### Taekwondo
Mannen
| atleet         | onderdeel | eerste ronde         | kwartfinale          | halve finale         | herkansing           | finale / BM          | finale / BM    |
| atleet         | onderdeel | tegenstander uitslag | tegenstander uitslag | tegenstander uitslag | tegenstander uitslag | tegenstander uitslag | rang           |
| -------------- | --------- | -------------------- | -------------------- | -------------------- | -------------------- | -------------------- | -------------- |
| Adrián Vicente | -58 kg    | Bragança W 24 – 9    | Jang J V 19 – 24     | niet geplaatst       | niet geplaatst       | niet geplaatst       | niet geplaatst |
| Javier Pérez   | -68 kg    | Wael V 22 – 20       | niet geplaatst       | niet geplaatst       | niet geplaatst       | niet geplaatst       | niet geplaatst |
| Raúl Martínez  | -80 kg    | Kanaet V 15 – 21     | niet geplaatst       | niet geplaatst       | niet geplaatst       | niet geplaatst       | niet geplaatst |

Vrouwen
| atleet         | onderdeel | eerste ronde         | kwartfinale          | halve finale         | herkansing           | finale / BM              | finale / BM |
| atleet         | onderdeel | tegenstander uitslag | tegenstander uitslag | tegenstander uitslag | tegenstander uitslag | tegenstander uitslag     | rang        |
| -------------- | --------- | -------------------- | -------------------- | -------------------- | -------------------- | ------------------------ | ----------- |
| Adriana Cerezo | -49 kg    | Bogdanović W 12 – 4  | Wu J W 33 – 2        | Yıldırım W 39 – 19   | bye                  | Wongpattanakit V 10 – 11 | Zilver      |

### Tafeltennis
Mannen
| atleet        | onderdeel | voorronde            | eerste ronde         | tweede ronde         | derde ronde          | vierde ronde         | kwartfinale          | halve finale         | finale / BM          | finale / BM    |
| atleet        | onderdeel | tegenstander uitslag | tegenstander uitslag | tegenstander uitslag | tegenstander uitslag | tegenstander uitslag | tegenstander uitslag | tegenstander uitslag | tegenstander uitslag | rang           |
| ------------- | --------- | -------------------- | -------------------- | -------------------- | -------------------- | -------------------- | -------------------- | -------------------- | -------------------- | -------------- |
| Álvaro Robles | enkelspel | bye                  | Alto W 4 – 1         | Jorgić V 3 – 4       | niet geplaatst       | niet geplaatst       | niet geplaatst       | niet geplaatst       | niet geplaatst       | niet geplaatst |

Vrouwen
| atleet       | onderdeel | voorronde            | eerste ronde         | tweede ronde         | derde ronde          | vierde ronde         | kwartfinale          | halve finale         | finale / BM          | finale / BM    |
| atleet       | onderdeel | tegenstander uitslag | tegenstander uitslag | tegenstander uitslag | tegenstander uitslag | tegenstander uitslag | tegenstander uitslag | tegenstander uitslag | tegenstander uitslag | rang           |
| ------------ | --------- | -------------------- | -------------------- | -------------------- | -------------------- | -------------------- | -------------------- | -------------------- | -------------------- | -------------- |
| Galia Dvorak | enkelspel | bye                  | Juan V 1 – 4         | niet geplaatst       | niet geplaatst       | niet geplaatst       | niet geplaatst       | niet geplaatst       | niet geplaatst       | niet geplaatst |
| María Xiao   | enkelspel | bye                  | Lavrova W 4 – 0      | Soo W 4 – 2          | Feng V 1 – 4         | niet geplaatst       | niet geplaatst       | niet geplaatst       | niet geplaatst       | niet geplaatst |

### Tennis
Mannen
| atlete                             | onderdeel  | eerste ronde            | tweede ronde                 | derde ronde           | kwartfinale              | halve finale         | finale / BM                   | finale / BM    |
| atlete                             | onderdeel  | tegenstander uitslag    | tegenstander uitslag         | tegenstander uitslag  | tegenstander uitslag     | tegenstander uitslag | tegenstander uitslag          | rang           |
| ---------------------------------- | ---------- | ----------------------- | ---------------------------- | --------------------- | ------------------------ | -------------------- | ----------------------------- | -------------- |
| Pablo Andújar                      | enkelspel  | Humbert V 6-7(3-7), 1-6 | niet geplaatst               | niet geplaatst        | niet geplaatst           | niet geplaatst       | niet geplaatst                | niet geplaatst |
| Roberto Carballés                  | enkelspel  | Basilashvili V 3-6, 2-6 | niet geplaatst               | niet geplaatst        | niet geplaatst           | niet geplaatst       | niet geplaatst                | niet geplaatst |
| Pablo Carreño                      | enkelspel  | Sandgren W 7-5, 6-2     | Čilić W 5-7, 6-4, 6-4        | Koepfer W 7-69-7, 6-3 | Medvevev W 6-2, 7-6(7-5) | Khachanov V 3-6, 3-6 | Djokovic W 6-4, 6-7(6-8), 6-3 | Brons          |
| Alejandro Davidovich               | enkelspel  | Sousa W 6-3, 6-0        | Millman W 6-4, 6-7(4-7), 6-3 | Djokovic V 3-6, 1-6   | niet geplaatst           | niet geplaatst       | niet geplaatst                | niet geplaatst |
| Pablo Andújar Roberto Carballés    | dubbelspel | n.v.t.                  | Musetti / Sonego V 5-7, 4-6  | niet geplaatst        | niet geplaatst           | niet geplaatst       | niet geplaatst                | niet geplaatst |
| Pablo Carreño Alejandro Davidovich | dubbelspel | n.v.t.                  | Cabal / Farah V 2-6, 4-6     | niet geplaatst        | niet geplaatst           | niet geplaatst       | niet geplaatst                | niet geplaatst |

Vrouwen
| atlete                                | onderdeel  | eerste ronde                    | tweede ronde                                  | derde ronde                                 | kwartfinale               | halve finale         | finale / BM          | finale / BM    |                |
| atlete                                | onderdeel  | tegenstander uitslag            | tegenstander uitslag                          | tegenstander uitslag                        | tegenstander uitslag      | tegenstander uitslag | tegenstander uitslag | rang           |                |
| ------------------------------------- | ---------- | ------------------------------- | --------------------------------------------- | ------------------------------------------- | ------------------------- | -------------------- | -------------------- | -------------- | -------------- |
| Paula Badosa                          | enkelspel  | Mladenovic W 6-7(4-7), 6-3, 6-0 | Świątek W 6-3, 7-6(7-4)                       | Podoroska W 6-2, 6-3                        | Vondroušová V 3-6, opgave | niet geplaatst       | niet geplaatst       | niet geplaatst |                |
| Garbiñe Muguruza                      | enkelspel  | Koedermetova W 7-5, 7-5         | Wang C W 6-3, 6-0                             | Van Uytvanck W 6-4, 6-1                     | Rybakina V 5-7, 1-6       | niet geplaatst       | niet geplaatst       | niet geplaatst |                |
| Sara Sorribes                         | enkelspel  | Barty W 6-4, 6-3                | Ferro W 6-1, 6-4                              | Pavljoetsjenkova L 1-6, 3-6                 | niet geplaatst            | niet geplaatst       | niet geplaatst       | niet geplaatst | niet geplaatst |
| Carla Suárez Navarro                  | enkelspel  | Jabeur W 6-4, 6-1               | Plíšková V 3-6, 7-6(7-0), 1-6                 | niet geplaatst                              | niet geplaatst            | niet geplaatst       | niet geplaatst       | niet geplaatst |                |
| Paula Badosa Sara Sorribes            | dubbelspel | n.v.t.                          | Krejčíková / Zarazúa W 6-2, 6-7(4-7), [10-7]  | Mattek-Sands / Siniaková V 6-2, 5-7, [5-10] | niet geplaatst            | niet geplaatst       | niet geplaatst       | niet geplaatst |                |
| Garbiñe Muguruza Carla Suárez Navarro | dubbelspel | n.v.t.                          | Mertens / Alison Van Uytvanck W 6-3, 7-6(7-4) | Bencic / Golubic V 6-3, 1-6, [9-11]         | niet geplaatst            | niet geplaatst       | niet geplaatst       | niet geplaatst |                |

### Triatlon
Individueel
| Atleet            | Evenement | Zwemmen(1.5 km) | Rang 1 | Fietsen (40 km) | Rang 2    | Lopen(10 km) | Totaal Tijd | Ranking   |
| ----------------- | --------- | --------------- | ------ | --------------- | --------- | ------------ | ----------- | --------- |
| Fernando Alarza   | Mannen    | 18.20           |        | 56.09           |           | 30.42        | 1.46.22     | 12        |
| Javier Gómez Noya | Mannen    | 18.22           |        | 56.05           |           | 32.08        | 1.47.46     | 25        |
| Mario Mola        | Mannen    | 18.21           |        | 56.06           |           | 30.38        | 1.46.13     | 10        |
| Miriam Casillas   | Vrouwen   | 19.46           |        | 1.04.50         |           | 36.00        | 2.01.52     | 21        |
| Anna Godoy        | Vrouwen   | 20.12           |        | gedubbeld       | gedubbeld | gedubbeld    | gedubbeld   | gedubbeld |

Gemengd
| Atleet          | Evenement   | Zwemmen (250 m) | Rang 1 | Fietsen (7 km) | Rang 2 | Lopen (1.5 km) | Totaal Groeps tijd | Ranking |
| --------------- | ----------- | --------------- | ------ | -------------- | ------ | -------------- | ------------------ | ------- |
| Fernando Alarza | Mixed relay | 4.05            |        | 9.51           |        | 5.32           | 1.26.31            | 10      |
| Mario Mola      | Mixed relay | 4.05            |        | 9.51           |        | 5.29           | 1.26.31            | 10      |
| Miriam Casillas | Mixed relay | 4.33            |        | 10.50          |        | 6.50           | 1.26.31            | 10      |
| Anna Godoy      | Mixed relay | 3.46            |        | 10.38          |        | 6.33           | 1.26.31            | 10      |

### Voetbal
Mannen
| Atleten | Discipline | Resultaat | Prestatie |
| --- | ---------- | --------- | --------- |
| Unai Simón Óscar Mingueza Marc Cucurella Pau Torres Jesús Vallejo Martín Zubimendi Marco Asensio Mikel Merino Rafa Mir Dani Ceballos Mikel Oyarzabal Eric García Álvaro Fernández Carlos Soler Jon Moncayola Pedri Javi Puado Óscar Gil Dani Olmo Juan Miranda Bryan Gil Iván Villar | mannen     | Zilver    | zie onder |

| Groep F |            |             |             |             |             |            |            |            |        |
| #       | Land       | Wedstrijden | Wedstrijden | Wedstrijden | Wedstrijden | Doelpunten | Doelpunten | Doelpunten | Punten |
| #       | Land       | G           | W           | G           | V           | V          | T          | Saldo      | Punten |
| 1       | Spanje     | 3           | 1           | 2           | 0           | 2          | 1          | +1         | 5      |
| 2       | Egypte     | 3           | 1           | 1           | 1           | 2          | 1          | +1         | 4      |
| 3       | Argentinië | 3           | 1           | 1           | 1           | 2          | 3          | -1         | 4      |
| 4       | Australië  | 3           | 1           | 0           | 2           | 2          | 3          | -1         | 3      |

| Ronde           | Datum | Lokale tijd | MEZT      | Land  | Score      | Land |
| --------------- | ----- | ----------- | --------- | ----- | ---------- | ---- |
| Groepsfase      |       |             |           |       |            |      |
| 22 juli 2021    | 16:30 | 09:30       | Egypte    | 0 – 0 | Spanje     |      |
| 25 juli 2021    | 19:30 | 12:30       | Australië | 0 – 1 | Spanje     |      |
| 28 juli 2021    | 20:00 | 13:00       | Spanje    | 1 – 1 | Argentinië |      |
| Kwartfinale     |       |             |           |       |            |      |
| 31 juli 2021    | 17:00 | 10:00       | Spanje    | 5 – 2 | Ivoorkust  |      |
| Halve finale    |       |             |           |       |            |      |
| 3 augustus 2021 | 20:00 | 13:00       | Japan     | 0 – 1 | Spanje     |      |
| Finale          |       |             |           |       |            |      |
| 7 augustus 2021 | 20:30 | 13:30       | Brazilië  | 2 – 1 | Spanje     |      |

### Volleybal

#### Beachvolleybal
Mannen
| atleten                     | onderdeel | eerste ronde                                                                                    | eerste ronde | herkansing                           | achtste finale                           | kwartfinale          | halve finale         | finale / BM          | finale / BM    |
| atleten                     | onderdeel | tegenstander uitslag                                                                            | stand        | tegenstander uitslag                 | tegenstander uitslag                     | tegenstander uitslag | tegenstander uitslag | tegenstander uitslag | rang           |
| --------------------------- | --------- | ----------------------------------------------------------------------------------------------- | ------------ | ------------------------------------ | ---------------------------------------- | -------------------- | -------------------- | -------------------- | -------------- |
| Adrián Gavira Pablo Herrera | mannen    | Lesjoekov – Semjonov V 19-21, 20-22 Mol – Sørum V 17-21, 22-24 McHugh – Schumann W 21-16, 21-16 | 3 q          | Kantor – Łosiak W 31-29, 19-21, 15-7 | Krasilnikov – Stojanovski V 20-22, 17,21 | niet geplaatst       | niet geplaatst       | niet geplaatst       | niet geplaatst |

Vrouwen
| atleten                          | onderdeel | eerste ronde                                                                                      | eerste ronde | herkansing                      | achtste finale                 | kwartfinale          | halve finale         | finale / BM          | finale / BM    |
| atleten                          | onderdeel | tegenstander uitslag                                                                              | stand        | tegenstander uitslag            | tegenstander uitslag           | tegenstander uitslag | tegenstander uitslag | tegenstander uitslag | rang           |
| -------------------------------- | --------- | ------------------------------------------------------------------------------------------------- | ------------ | ------------------------------- | ------------------------------ | -------------------- | -------------------- | -------------------- | -------------- |
| Elsa Baquerizo Liliana Fernández | vrouwen   | Keizer – Meppelink W 19-21, 21-18, 16-14 Klineman – Ross V 13-21, 16-21 Wang – Xue V 13-21, 10-21 | 3 q          | Ishii – Murakami W 21-15, 21-10 | Pavan – Paredes V 13-21, 13-21 | niet geplaatst       | niet geplaatst       | niet geplaatst       | niet geplaatst |

### Waterpolo
Mannen
| Atleten | Onderdeel | Resultaat | Prestatie |
| --- | --------- | --------- | --------- |
| Daniel López Alberto Munárriz Álvaro Granados Bernat Sanahuja Miguel de Toro Marc Larumbe Martin Famera Francisco Fernández Roger Tahull Felipe Perrone Blai Mallarach Alejandro Bustos Unai Aguirre | mannen    | 4         | zie onder |

| Groep |            |             |             |             |            |            |            |            |        |
| #     | Land       | Wedstrijden | Wedstrijden | Wedstrijden | Doelpunten | Doelpunten | Doelpunten | Doelpunten | Punten |
| #     | Land       | G           | W           | G           | V          | V          | T          | Saldo      | Punten |
| 1     | Spanje     | 5           | 5           | 0           | 0          | 61         | 31         | +30        | 10     |
| 2     | Kroatië    | 5           | 3           | 0           | 2          | 62         | 46         | +16        | 6      |
| 3     | Servië     | 5           | 3           | 0           | 2          | 70         | 46         | +24        | 6      |
| 4     | Montenegro | 5           | 2           | 0           | 3          | 54         | 56         | -2         | 4      |
| 5     | Australië  | 5           | 2           | 0           | 3          | 49         | 60         | -11        | 4      |
| 6     | Kazachstan | 5           | 0           | 0           | 5          | 35         | 92         | -57        | 0      |

| Ronde           | Datum           | Lokale tijd | MEZT       | Land             | Score      | Land   |  |
| --------------- | --------------- | ----------- | ---------- | ---------------- | ---------- | ------ |  |
| groepsfase      |                 |             |            |                  |            |        |  |
| 25 juli 2021    | 18:20           | 11:20       | Servië     | 12 – 13          | Spanje     |        |  |
| 27 juli 2021    | 11:30           | 04:30       | Montenegro | 6 – 8            | Spanje     |        |  |
| 29 juli 2021    | 11:30           | 04:30       | Spanje     | 16 – 4           | Kazachstan |        |  |
| 31 juli 2021    | 11:30           | 04:30       | Australië  | 5 – 16           | Spanje     |        |  |
| 2 augustus 2021 | 15:30           | 08:30       | Spanje     | 8 – 4            | Kroatië    |        |  |
|                 |                 |             |            |                  |            |        |  |
| kwartfinale     | 4 augustus 2021 | 14:00       | 07:00      | Verenigde Staten | 8 – 12     | Spanje |  |
|                 |                 |             |            |                  |            |        |  |
| halve finale    | 6 augustus 2021 | 19:50       | 14:50      | Servië           | 10 – 9     | Spanje |  |
|                 |                 |             |            |                  |            |        |  |
| bronzen finale  | 8 augustus 2021 | 13:40       | 06:40      | Hongarije        | 9 – 5      | Spanje |  |

Vrouwen
| Atleten | Onderdeel | Resultaat | Prestatie |
| --- | --------- | --------- | --------- |
| Laura Ester Marta Bach Anni Espar Beatriz Ortiz Elena Ruiz Irene González Clara Espar Pili Peña Judith Forca Roser Tarragó Maica García Paula Leitón Elena Sánchez | vrouwen   | Zilver    | zie onder |

| Groep |             |             |             |             |            |            |            |            |        |
| #     | Land        | Wedstrijden | Wedstrijden | Wedstrijden | Doelpunten | Doelpunten | Doelpunten | Doelpunten | Punten |
| #     | Land        | G           | W           | G           | V          | V          | T          | Saldo      | Punten |
| 1     | Nederland   | 4           | 3           | 0           | 1          | 75         | 41         | +34        | 6      |
| 2     | Spanje      | 4           | 3           | 0           | 1          | 71         | 37         | +34        | 6      |
| 3     | Australië   | 4           | 3           | 0           | 1          | 46         | 33         | +13        | 6      |
| 4     | Canada      | 4           | 1           | 0           | 3          | 48         | 39         | +9         | 2      |
| 5     | Zuid-Afrika | 4           | 0           | 0           | 4          | 7          | 97         | -90        | 0      |

| Ronde        | Datum           | Lokale tijd | MEZT        | Land    | Score     | Land             |  |
| ------------ | --------------- | ----------- | ----------- | ------- | --------- | ---------------- |  |
| groepsfase   |                 |             |             |         |           |                  |  |
| 24 juli 2021 | 18:20           | 11:20       | Zuid-Afrika | 4 – 29  | Spanje    |                  |  |
| 26 juli 2021 | 19:50           | 12:50       | Spanje      | 14 – 10 | Canada    |                  |  |
| 28 juli 2021 | 19:50           | 12:50       | Nederland   | 14 – 13 | Spanje    |                  |  |
| 30 juli 2021 | 19:50           | 14:50       | Spanje      | 16 – 12 | Australië |                  |  |
|              |                 |             |             |         |           |                  |  |
| kwartfinale  | 3 augustus 2021 | 15:30       | 08:30       | Spanje  | 11 – 7    | China            |  |
|              |                 |             |             |         |           |                  |  |
| halve finale | 5 augustus 2021 | 19:50       | 14:50       | Spanje  | 8 – 6     | Hongarije        |  |
|              |                 |             |             |         |           |                  |  |
| finale       | 7 augustus 2021 | 16:30       | 09:30       | Spanje  | 5 – 14    | Verenigde Staten |  |

### Wielersport

#### Baanwielrennen
Mannen
Koppelkoers
| atleet                       | onderdeel   | rondespunten | sprinterspunten | totaal | rang |
| ---------------------------- | ----------- | ------------ | --------------- | ------ | ---- |
| Sebastián Mora Albert Torres | koppelkoers | 0            | 14              | 14     | 6    |

Omnium
| atleet        | onderdeel | scratchrace | scratchrace | temporace | temporace | afvalrace | afvalrace | puntenrace | puntenrace | totaal punten | rang |
| atleet        | onderdeel | rang        | punten      | rang      | punten    | rang      | punten    | rang       | punten     | totaal punten | rang |
| ------------- | --------- | ----------- | ----------- | --------- | --------- | --------- | --------- | ---------- | ---------- | ------------- | ---- |
| Albert Torres | omnium    | 15          | 12          | 10        | 22        | 7         | 28        |            | 22         | 84            | 10   |

#### Mountainbiken
Mannen
| atleet        | onderdeel    | tijd          | rang  |
| ------------- | ------------ | ------------- | ----- |
| David Valero  | mountainbike | 1:25:48 +0:34 | Brons |
| Jofre Cullell | mountainbike | 1:28:16 +3:02 | 15    |

Vrouwen
| atlete       | onderdeel    | tijd           | rang |
| ------------ | ------------ | -------------- | ---- |
| Rocio Garcia | mountainbike | 1:26:32 +10:46 | 26   |

#### Wegwielrennen
Mannen
| atleet             | onderdeel    | tijd    | rang |
| ------------------ | ------------ | ------- | ---- |
| Jon Izagirre       | wegwedstrijd | 6:21:53 | 79   |
| Jon Izagirre       | tijdrit      | DNF     | DNF  |
| Gorka Izagirre     | wegwedstrijd | 6:11:46 | 23   |
| Alejandro Valverde | wegwedstrijd | 6:15:38 | 42   |
| Jesús Herrada      | wegwedstrijd | 6:16:53 | 62   |
| Omar Fraile        | wegwedstrijd | DNF     | DNF  |

Vrouwen
| atlete          | onderdeel    | tijd     | rang |
| --------------- | ------------ | -------- | ---- |
| Mavi García     | wegwedstrijd | 3.54.31  | 12   |
| Mavi García     | tijdrit      | 34.39,96 | 23   |
| Ane Santesteban | wegwedstrijd | 3.56.04  | 28   |

### Zeilen
Mannen
| atleet                         | onderdeel | race | race | race | race | race | race | race | race | race | race | race   | race   | race           | netto punten | eindnotering |
| atleet                         | onderdeel | 1    | 2    | 3    | 4    | 5    | 6    | 7    | 8    | 9    | 10   | 11     | 12     | M              | netto punten | eindnotering |
| ------------------------------ | --------- | ---- | ---- | ---- | ---- | ---- | ---- | ---- | ---- | ---- | ---- | ------ | ------ | -------------- | ------------ | ------------ |
| Ángel Granda                   | RS:X      | 2    | 3    | 13   | 14   | 13   | 17   | 15   | 9    | 10   | 18   | 7      | 8      | 10             | 118          | 10           |
| Joel Rodríguez                 | laser     | 21   | 4    | 23   | 13   | 9    | 25   | 9    | 10   | 27   | 21   | n.v.t. | n.v.t. | niet geplaatst | 135          | 16           |
| Joan Cardona                   | finn      | 3    | 3    | 5    | 3    | 2    | 3    | 13   | 7    | 8    | 5    | n.v.t. | n.v.t. | 6              | 51           | Brons        |
| Jordi Xammer Nicolás Rodríguez | 470       | 10   | 1    | 10   | 6    | 14   | 1    | 3    | 2    | 5    | 7    | n.v.t. | n.v.t. | 10             | 55           | Brons        |
| Diego Botín Iago López         | 49er      | 5    | 1    | 2    | 5    | 4    | 10   | 15   | 2    | 5    | 4    | 12     | 6      | 7              | 70           | 4            |

Vrouwen
| atlete                         | onderdeel    | race | race | race | race | race | race | race | race | race | race | race   | race   | race           | netto punten | eindnotering |
| atlete                         | onderdeel    | 1    | 2    | 3    | 4    | 5    | 6    | 7    | 8    | 9    | 10   | 11     | 12     | M              | netto punten | eindnotering |
| ------------------------------ | ------------ | ---- | ---- | ---- | ---- | ---- | ---- | ---- | ---- | ---- | ---- | ------ | ------ | -------------- | ------------ | ------------ |
| Blanca Manchón                 | RS:X         | 7    | 7    | 12   | 14   | 13   | 16   | 14   | 9    | 14   | 14   | 10     | 10     | niet geplaatst | 124          | 11           |
| Cristina Pujol                 | laser radial | 1    | 23   | 23   | 28   | 24   | 26   | 30   | 33   | 20   | 4    | n.v.t. | n.v.t. | niet geplaatst | 179          | 23           |
| Silvia Mas Patricia Cantero    | 470          | 11   | 13   | 3    | 6    | 14   | 15   | 8    | 17   | 1    | 10   | n.v.t. | n.v.t. | niet geplaatst | 81           | 11           |
| Paula Barceló Tamara Echegoyen | 49erFX       | 2    | 10   | 22   | 2    | 3    | 3    | 13   | 4    | 5    | 19   | 12     | 4      | 12             | 89           | 4            |

Gemengd
| atlete                       | onderdeel | race | race | race | race | race | race | race | race | race | race | race | race | race | netto punten | eindnotering |
| atlete                       | onderdeel | 1    | 2    | 3    | 4    | 5    | 6    | 7    | 8    | 9    | 10   | 11   | 12   | M    | netto punten | eindnotering |
| ---------------------------- | --------- | ---- | ---- | ---- | ---- | ---- | ---- | ---- | ---- | ---- | ---- | ---- | ---- | ---- | ------------ | ------------ |
| Florián Trittel Tara Pacheco | nacra 17  | 4    | 6    | 6    | 10   | 6    | 3    | 7    | 1    | 7    | 9    | 13   | 3    | 14   | 76           | 6            |

### Zwemmen
Mannen
| atleet           | onderdeel        | series  | series | halve finale | halve finale | finale         | finale         |
| atleet           | onderdeel        | tijd    | rang   | tijd         | rang         | tijd           | rang           |
| ---------------- | ---------------- | ------- | ------ | ------------ | ------------ | -------------- | -------------- |
| Nicolás García   | 200m rugslag     | 1.57,62 | 13 Q   | 1.56,35      | 5 Q          | 1.59,06        | 8              |
| Hugo González    | 100m rugslag     | 53,45   | 9 Q    | 53,05        | 7 Q          | 52,78          | 6              |
| Hugo González    | 200m wisselslag  | 1.57,61 | 11 Q   | 1.57,96      | 11           | niet geplaatst | niet geplaatst |
| Joan Lluís Pons  | 400m wisselslag  | 4.12,67 | 15     | n.v.t.       | n.v.t.       | niet geplaatst | niet geplaatst |
| Alberto Martínez | 10 km open water | n.v.t.  | n.v.t. | n.v.t.       | n.v.t.       | 1.53.16,4      | 18             |

Vrouwen
| atleet                                                   | onderdeel         | series   | series | halve finale   | halve finale   | finale         | finale         |
| atleet                                                   | onderdeel         | tijd     | rang   | tijd           | rang           | tijd           | rang           |
| -------------------------------------------------------- | ----------------- | -------- | ------ | -------------- | -------------- | -------------- | -------------- |
| Jessica Vall                                             | 100m schoolslag   | 1.07,07  | 18     | niet geplaatst | niet geplaatst | niet geplaatst | niet geplaatst |
| Jessica Vall                                             | 200m schoolslag   | 2.23,31  | 10 Q   | 2.24,87        | 13             | niet geplaatst | niet geplaatst |
| Marina García                                            | 200m schoolslag   | 2.26,21  | 22     | niet geplaatst | niet geplaatst | niet geplaatst | niet geplaatst |
| Lidón Muñoz                                              | 50m vrije slag    | 25,10    | 23     | niet geplaatst | niet geplaatst | niet geplaatst | niet geplaatst |
| Lidón Muñoz                                              | 100m vrije slag   | 54,97    | 27     | niet geplaatst | niet geplaatst | niet geplaatst | niet geplaatst |
| Jimena Pérez                                             | 800m vrije slag   | 8.33,98  | 21     | n.v.t.         | n.v.t.         | niet geplaatst | niet geplaatst |
| Jimena Pérez                                             | 1500m vrije slag  | 16.15,99 | 18     | n.v.t.         | n.v.t.         | niet geplaatst | niet geplaatst |
| Mireia Belmonte                                          | 800m vrije slag   | 8.26,71  | 14     | n.v.t.         | n.v.t.         | niet geplaatst | niet geplaatst |
| Mireia Belmonte                                          | 1500m vrije slag  | 16.11,68 | 15     | n.v.t.         | n.v.t.         | niet geplaatst | niet geplaatst |
| Mireia Belmonte                                          | 400m wisselslag   | 4.35,88  | 4 Q    | n.v.t.         | n.v.t.         | 4.35,13        | 4              |
| África Zamorano                                          | 200m wisselslag   | 2.13,81  | 20     | niet geplaatst | niet geplaatst | niet geplaatst | niet geplaatst |
| África Zamorano                                          | 200m rugslag      | 2.10,72  | 14 Q   | 2.10,42        | 13             | niet geplaatst | niet geplaatst |
| Paula Ruiz                                               | 10 km open water  | n.v.t.   | n.v.t. | n.v.t.         | n.v.t.         | 2.03.17,6      | 16             |
| Mireia Belmonte Lidón Muñoz Jessica Vall África Zamorano | 4x100m wisselslag | 4.04,14  | 16     | n.v.t.         | n.v.t.         | niet geplaatst | niet geplaatst |